# Handball aux Jeux olympiques d'été de 2020
Navigation
Rio 2016 Paris 2024
Les tournois masculin et féminin de handball aux Jeux olympiques d'été de 2020, organisées à Tokyo (Japon), ont lieu du 24 juillet au 8 août 2021. Comme l'ensemble des Jeux olympiques, les tournois de handball étaient initialement prévus en juillet et août 2020 mais ont été reportés à cause de la pandémie de Covid-19.
Pour la troisième fois après l'URSS en 1976 puis la Yougoslavie en 1984, les équipes de France masculine et féminine réalisent le doublé en remportant les tournois masculin et féminin. Les deux équipes ont pris leur revanche par rapport à 2016 en s'imposant face aux tenants du titre, respectivement les Danois et les Russes. L'Espagne chez les hommes et la Norvège chez les femmes complètent le podium.

## Présentation

### Lieu

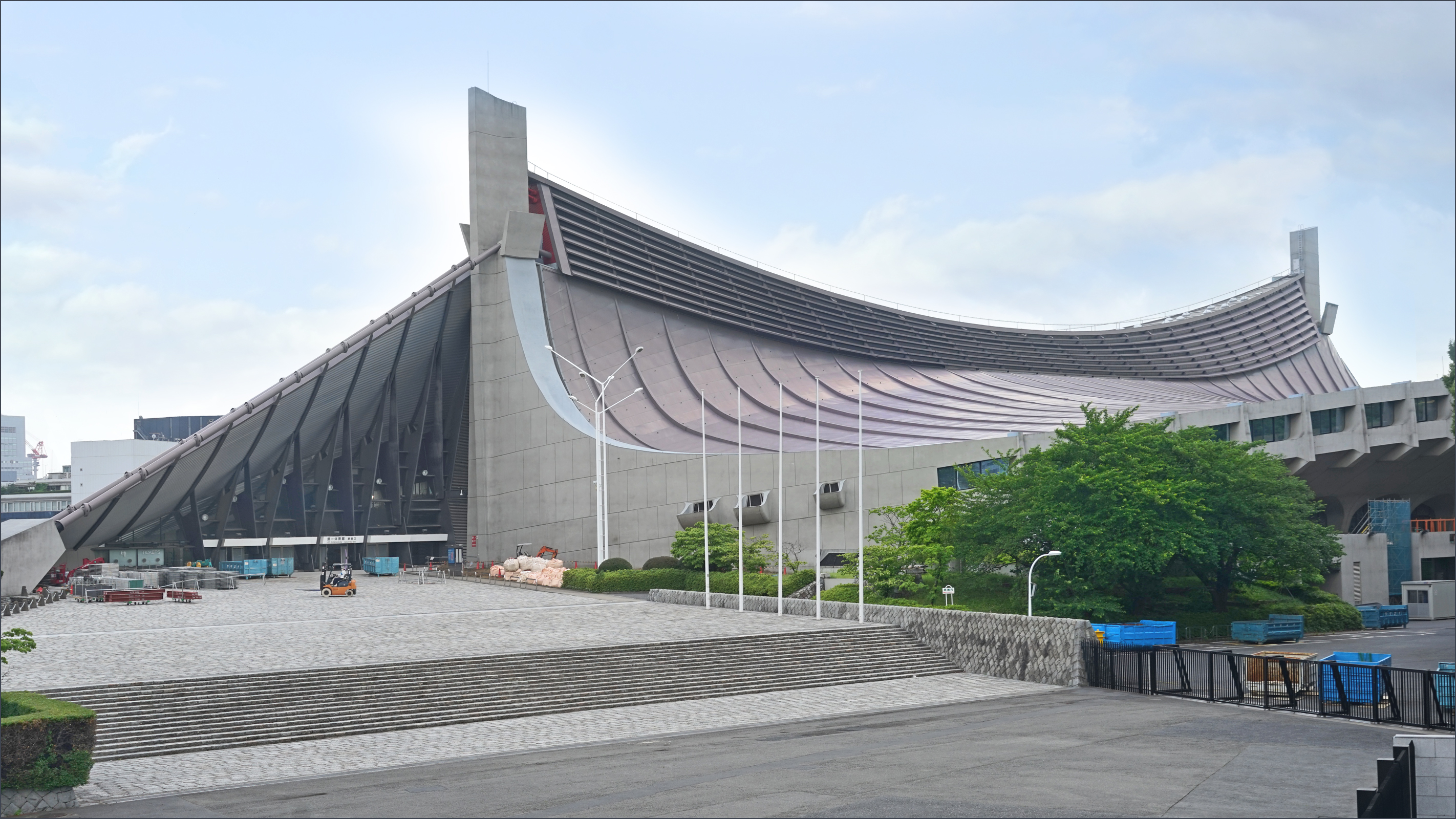
Le Gymnase olympique de Yoyogi.

Tous les matchs de la compétition ont eu lieu dans une unique salle, le Gymnase olympique de Yoyogi.

### Modalités
Les douze nations qualifiées sont réparties en deux groupes composés chacun de six équipes. Après la phase de poule, les quatre premières équipes de chaque groupe se qualifient pour un tour à élimination directe jusqu'à la finale.
Si à l'issue des rencontres des différents groupes, deux ou plusieurs équipes se retrouvent avec un nombre égal de points, le classement s'effectue selon les critères suivants :
1. les résultats des équipes directement impliquées, en fonction des points
2. la différence de buts entre les buts marqués et les buts encaissés des équipes directement impliquées
3. le plus grand nombre de buts marqués dans les matchs entre les équipes.
4. la différence de buts de tous les matchs par voie de soustraction
5. le plus grand nombre de buts marqués de tous les matchs.
6. un tirage au sort procédé par le représentant officiel de l'IHF présent sur le lieu du match

Pour déterminer le classement final :
- Les perdants des quarts de finale sont classés aux places 5 à 8 selon les critères d'évaluation suivants : 
  1. le classement du tour préliminaire ;
  2. le nombre de points gagnés au tour préliminaire ;
  3. la différence de buts de toutes les rencontres du tour préliminaire ;
  4. le plus grand nombre de buts marqués lors du tour préliminaire ;
  5. un tirage au sort.
- Les équipes classées 5e (respectivement 6e) de chaque groupe de tour préliminaire seront classées aux places 9 et 10 (respectivement 11 et 12). Ces places seront déterminées par calcul selon les critères d'évaluation suivants :
  1. le nombre de points gagnés ;
  2. la différence de buts de toutes les rencontres ;
  3. le plus grand nombre de buts marqués ;
  4. un tirage au sort.

Chaque équipe est composée de 14 joueurs. Pendant la compétition, toutes les équipes sont autorisées à :
- remplacer un joueur par tout autre joueur de la longue liste et de la liste des inscriptions provisoires de l'IHF (« liste des 28 ») jusqu'aux quarts de finale ;
- remplacer une fois le gardien de but par un autre gardien de but de la longue liste et de la liste des inscriptions provisoires de l'IHF (« liste des 28 ») jusqu'à la finale ;
- remplacer un joueur par le « joueur P » (15e joueur) jusqu'à la finale.

Dans tous les cas, le joueur remplacé ne peut pas revenir dans la liste de l'équipe.

### Calendrier
| P | Premier tour | ¼ | Quarts de finale | ½ | Demi-finales | F | Finales |

| Compétition↓/Date → | 24 | 25 | 26 | 27 | 28 | 29 | 30 | 31 | 1 | 2 | 3 | 4 | 5 | 6 | 7 | 8 |
| ------------------- | -- | -- | -- | -- | -- | -- | -- | -- | - | - | - | - | - | - | - | - |
| Hommes              | P  |    | P  |    | P  |    | P  |    | P |   | ¼ |   | ½ |   | F |   |
| Femmes              |    | P  |    | P  |    | P  |    | P  |   | P |   | ¼ |   | ½ |   | F |

### Qualifications
Les modalités de qualification sont les mêmes pour le tournoi masculin et le tournoi féminin. Pour chacun d'eux, les 12 équipes qualifiées sont :
- le pays hôte, le Japon ;
- la vainqueur du championnat du monde (ou le deuxième si le Japon remporte la compétition) ;
- les vainqueurs de compétitions ou tournois continentaux en Afrique, Asie, Europe et Amériques (ou le deuxième si le vainqueur est déjà qualifié) ;
- les vainqueurs et deuxièmes des 3 tournois de qualification olympiques.

Les tournois de qualification olympiques permettent donc de déterminer les 6 dernières équipes qualifiées : 
- les 12 équipes participantes sont les 6 premières équipes du championnat du monde non qualifiées et 6 équipes via le classement des championnats continentaux (déterminé selon le classement au championnat du monde) : les 2 premières équipes non qualifiées pour le meilleur et le deuxième continent et la première équipe non qualifiée pour le troisième et le quatrième continent.
- les équipes sont alors réparties dans 3 poules de 4 quatre équipes. L'une d'elles organise et reçoit la compétition qui se joue sur 3 jours sous la forme d'un mini-championnat : les deux premières équipes de chaque poule obtiennent leur qualification pour les Jeux olympiques.

#### Tournoi masculin
| Compétition                                    | Date                      | Lieu                | Place(s)  | Qualifiés        |
| ---------------------------------------------- | ------------------------- | ------------------- | --------- | ---------------- |
| Pays organisateur                              | 7 septembre 2013          | -                   | 1         | Japon            |
| Championnat du monde 2019                      | 10 au 27 janvier 2019     | Danemark/ Allemagne | 1         | Danemark         |
| Jeux panaméricains 2019                        | 31 juillet au 5 août 2019 | Pérou               | 1         | Argentine        |
| Tournoi asiatique de qualification olympique   | 17 au 27 octobre 2019     | Qatar               | 1         | Bahreïn          |
| Championnat d'Afrique des nations 2020         | 15 au 25 janvier 2020     | Tunisie             | 1         | Égypte           |
| Championnat d'Europe 2020                      | 16 au 26 janvier 2020     | Aut./ Nor./ Suè.    | 1         | Espagne          |
| Tournoi mondial de qualification olympique n°1 | 12 au 14 mars 2021        | Monténégro          | 2         | Norvège, Brésil  |
| Tournoi mondial de qualification olympique n°2 | 12 au 14 mars 2021        | France              | 2         | France, Portugal |
| Tournoi mondial de qualification olympique n°3 | 12 au 14 mars 2021        | Allemagne           | 2         | Suède, Allemagne |
| Total                                          | Total                     | Total               | 12 places | 12 places        |

#### Tournoi féminin
| Compétition                                    | Date                        | Lieu       | Place(s)  | Qualifiés           |
| ---------------------------------------------- | --------------------------- | ---------- | --------- | ------------------- |
| Pays organisateur                              | 7 septembre 2013            | -          | 1         | Japon               |
| Championnat d'Europe 2018                      | 29 nov. au 16 décembre 2018 | France     | 1         | France              |
| Jeux panaméricains 2019                        | 24 au 30 juillet 2019       | Pérou      | 1         | Brésil              |
| Tournoi asiatique de qualification olympique   | 23 au 29 septembre 2019     | Chine      | 1         | Corée du Sud        |
| Tournoi africain de qualification olympique    | 27 au 29 septembre 2019     | Sénégal    | 1         | Angola              |
| Championnat du monde 2019                      | 29 nov. au 15 décembre 2019 | Japon      | 1         | Pays-Bas            |
| Tournoi mondial de qualification olympique n°1 | 19 au 21 mars 2021          | Espagne    | 2         | Espagne, Suède      |
| Tournoi mondial de qualification olympique n°2 | 19 au 21 mars 2021          | Hongrie    | 2         | Hongrie, Russie     |
| Tournoi mondial de qualification olympique n°3 | 19 au 21 mars 2021          | Monténégro | 2         | Monténégro, Norvège |
| Total                                          | Total                       | Total      | 12 places | 12 places           |

## Résultats du tournoi masculin

### Phase de groupe
Remarque : toutes les heures sont locales (UTC+9). En Europe (UTC+2), il faut donc retirer 7 heures.

#### Groupe A
|   | Équipe    | Pts | J | G | N | P | Bp  | Bc  | Diff | Dép |
| - | --------- | --- | - | - | - | - | --- | --- | ---- | --- |
| 1 | France    | 8   | 5 | 4 | 0 | 1 | 162 | 148 | 14   | +5  |
| 2 | Espagne   | 8   | 5 | 4 | 0 | 1 | 155 | 142 | 13   | -5  |
| 3 | Allemagne | 6   | 5 | 3 | 0 | 2 | 146 | 131 | 15   | +5  |
| 4 | Norvège   | 6   | 5 | 3 | 0 | 2 | 136 | 132 | 4    | -5  |
| 5 | Brésil    | 2   | 5 | 1 | 0 | 4 | 128 | 145 | -17  | /   |
| 6 | Argentine | 0   | 5 | 0 | 0 | 5 | 125 | 154 | -29  | /   |

Légende :
- Qualifié pour les quarts de finale
- Éliminé

| Date            | Heure | Équipe 1  | Score   | Équipe 2  |
| --------------- | ----- | --------- | ------- | --------- |
| 24 juillet 2021 | 9h00  | Norvège   | 27 – 24 | Brésil    |
| 24 juillet 2021 | 11h00 | France    | 33 – 27 | Argentine |
| 24 juillet 2021 | 16h15 | Allemagne | 27 – 28 | Espagne   |
| 26 juillet 2021 | 9h00  | Brésil    | 29 – 34 | France    |
| 26 juillet 2021 | 11h00 | Argentine | 25 – 33 | Allemagne |
| 26 juillet 2021 | 16h15 | Espagne   | 28 – 27 | Norvège   |
| 28 juillet 2021 | 16h15 | Norvège   | 27 – 23 | Argentine |
| 28 juillet 2021 | 19h30 | Brésil    | 25 – 32 | Espagne   |
| 28 juillet 2021 | 21h30 | France    | 30 – 29 | Allemagne |
| 30 juillet 2021 | 9h00  | Argentine | 23 – 25 | Brésil    |
| 30 juillet 2021 | 14h15 | France    | 36 – 31 | Espagne   |
| 30 juillet 2021 | 21h30 | Allemagne | 28 – 23 | Norvège   |
| 1er août 2021   | 14h15 | Espagne   | 36 – 27 | Argentine |
| 1er août 2021   | 16h15 | Norvège   | 32 – 29 | France    |
| 1er août 2021   | 19h30 | Allemagne | 29 – 25 | Brésil    |

#### Groupe B
|   | Équipe     | Pts | J | G | N | P | Bp  | Bc  | Diff | Dép |
| - | ---------- | --- | - | - | - | - | --- | --- | ---- | --- |
| 1 | Danemark T | 8   | 5 | 4 | 0 | 1 | 174 | 139 | 35   | +2  |
| 2 | Égypte     | 8   | 5 | 4 | 0 | 1 | 154 | 134 | 20   | +0  |
| 3 | Suède      | 8   | 5 | 4 | 0 | 1 | 144 | 142 | 2    | -2  |
| 4 | Bahreïn    | 2   | 5 | 1 | 0 | 4 | 129 | 149 | -20  | +1  |
| 5 | Portugal   | 2   | 5 | 1 | 0 | 4 | 143 | 156 | -13  | 0   |
| 6 | JaponPO    | 2   | 5 | 1 | 0 | 4 | 146 | 170 | -24  | -1  |

Légende :
- Qualifié pour les quarts de finale
- Éliminé
- T : Tenant du titre
- PO : Pays organisateur

| Date            | Heure | Équipe 1 | Score   | Équipe 2 |
| --------------- | ----- | -------- | ------- | -------- |
| 24 juillet 2021 | 14h15 | Suède    | 32 – 31 | Bahreïn  |
| 24 juillet 2021 | 19h30 | Portugal | 31 – 37 | Égypte   |
| 24 juillet 2021 | 21h30 | Danemark | 47 – 30 | Japon    |
| 26 juillet 2021 | 14h15 | Égypte   | 27 – 32 | Danemark |
| 26 juillet 2021 | 19h30 | Bahreïn  | 25 – 26 | Portugal |
| 26 juillet 2021 | 21h30 | Japon    | 26 – 28 | Suède    |
| 28 juillet 2021 | 9h00  | Danemark | 31 – 21 | Bahreïn  |
| 28 juillet 2021 | 11h00 | Suède    | 29 – 28 | Portugal |
| 28 juillet 2021 | 14h15 | Japon    | 29 – 33 | Égypte   |
| 30 juillet 2021 | 11h00 | Bahreïn  | 32 – 30 | Japon    |
| 30 juillet 2021 | 16h15 | Suède    | 22 – 27 | Égypte   |
| 30 juillet 2021 | 19h30 | Portugal | 28 – 34 | Danemark |
| 1er août 2021   | 9h00  | Portugal | 30 – 31 | Japon    |
| 1er août 2021   | 11h00 | Égypte   | 30 – 20 | Bahreïn  |
| 1er août 2021   | 21h30 | Danemark | 30 – 33 | Suède    |

### Phase finale
|  | Quarts de finale   | Quarts de finale   |                    |                    | Demi-finales           | Demi-finales           |    |  | Finale             | Finale             |
|  | Quarts de finale   | Quarts de finale   |                    |                    | Demi-finales           | Demi-finales           |    |  | Finale             | Finale             |
|  |                    |                    |                    |                    |                        |                        |    |  |                    |                    |
|  | 3 août 2021, 9h30  | 3 août 2021, 9h30  |                    |                    | 5 août 2021, 17h00     | 5 août 2021, 17h00     |    |  | 7 août 2021, 17h00 | 7 août 2021, 17h00 |
|  | 3 août 2021, 9h30  | 3 août 2021, 9h30  |                    |                    | 5 août 2021, 17h00     | 5 août 2021, 17h00     |    |  | 7 août 2021, 17h00 | 7 août 2021, 17h00 |
|  | [A1] France        | 42                 |                    |                    | 5 août 2021, 17h00     | 5 août 2021, 17h00     |    |  | 7 août 2021, 17h00 | 7 août 2021, 17h00 |
|  | [A1] France        | 42                 |                    |                    | 5 août 2021, 17h00     | 5 août 2021, 17h00     |    |  | 7 août 2021, 17h00 | 7 août 2021, 17h00 |
|  | [B4] Bahreïn       | 28                 |                    |                    | 5 août 2021, 17h00     | 5 août 2021, 17h00     |    |  | 7 août 2021, 17h00 | 7 août 2021, 17h00 |
|  | [B4] Bahreïn       | 28                 | France             | 27                 |                        |                        |    |  | 7 août 2021, 17h00 | 7 août 2021, 17h00 |
|  | 3 août 2021, 20h45 |                    | France             | 27                 |                        |                        |    |  | 7 août 2021, 17h00 | 7 août 2021, 17h00 |
|  |                    | Égypte             | 23                 |                    |                        |                        |    |  | 7 août 2021, 17h00 | 7 août 2021, 17h00 |
|  | [A3] Allemagne     | Égypte             | 23                 | 26                 |                        |                        |    |  | 7 août 2021, 17h00 | 7 août 2021, 17h00 |
|  | [A3] Allemagne     |                    |                    | 26                 |                        |                        |    |  | 7 août 2021, 17h00 | 7 août 2021, 17h00 |
|  | [B2] Égypte        | 31                 |                    |                    |                        |                        |    |  | 7 août 2021, 17h00 | 7 août 2021, 17h00 |
|  | [B2] Égypte        | 31                 | France             | 25                 |                        |                        |    |  |                    |                    |
|  | 3 août 2021, 13h15 |                    | France             | 25                 |                        |                        |    |  |                    |                    |
|  |                    | Danemark           | 23                 |                    |                        |                        |    |  |                    |                    |
|  | [A2] Espagne       | Danemark           | 23                 | 34                 |                        |                        |    |  |                    |                    |
|  | [A2] Espagne       | 5 août 2021, 21h00 |                    | 34                 |                        |                        |    |  |                    |                    |
|  | [B3] Suède         | 33                 |                    |                    |                        |                        |    |  |                    |                    |
|  | [B3] Suède         | 33                 | Espagne            | 23                 |                        |                        |    |  |                    |                    |
|  | 3 août 2021, 17h00 | 3 août 2021, 17h00 | Espagne            | 23                 | Match pour la 3e place | Match pour la 3e place |    |  |                    |                    |
|  | 3 août 2021, 17h00 | 3 août 2021, 17h00 |                    | Danemark           | Match pour la 3e place | Match pour la 3e place | 27 |  |                    |                    |
|  | [A4] Norvège       | 25                 | 7 août 2021, 21h00 | 7 août 2021, 21h00 |                        |                        | 27 |  |                    |                    |
|  | [A4] Norvège       | 25                 | 7 août 2021, 21h00 | 7 août 2021, 21h00 |                        |                        |    |  |                    |                    |
|  | [B1] Danemark      | 31                 |                    | Égypte             | 31                     |                        |    |  |                    |                    |
|  | [B1] Danemark      | 31                 |                    | Égypte             | 31                     |                        |    |  |                    |                    |
|  |                    |                    |                    |                    |                        |                        |    |  | Espagne            | 33                 |
|  |                    |                    |                    |                    |                        |                        |    |  | Espagne            | 33                 |

## Résultats du tournoi féminin

### Phase de groupe
Remarque : toutes les heures sont locales (UTC+9). En Europe (UTC+2), il faut donc retirer 7 heures.

#### Groupe A
|   | Équipe       | Pts | J | G | N | P | Bp  | Bc  | Diff | Dép |
| - | ------------ | --- | - | - | - | - | --- | --- | ---- | --- |
| 1 | Norvège      | 10  | 5 | 5 | 0 | 0 | 170 | 123 | 47   | /   |
| 2 | Pays-Bas     | 8   | 5 | 4 | 0 | 1 | 169 | 143 | 26   | /   |
| 3 | Monténégro   | 4   | 5 | 2 | 0 | 3 | 139 | 142 | -3   | /   |
| 4 | Corée du Sud | 3   | 5 | 1 | 1 | 3 | 147 | 165 | -18  | -18 |
| 5 | Angola       | 3   | 5 | 1 | 1 | 3 | 130 | 156 | -26  | -26 |
| 6 | Japon PO     | 2   | 5 | 1 | 0 | 4 | 124 | 150 | -26  | /   |

Légende :
- Qualifié pour les quarts de finale
- Éliminé
- PO : Pays organisateur

| Date            | Heure | Équipe 1     | Score   | Équipe 2     |
| --------------- | ----- | ------------ | ------- | ------------ |
| 25 juillet 2021 | 9h00  | Pays-Bas     | 32 – 21 | Japon        |
| 25 juillet 2021 | 14h15 | Monténégro   | 33 – 22 | Angola       |
| 25 juillet 2021 | 16h15 | Norvège      | 39 – 27 | Corée du Sud |
| 27 juillet 2021 | 9h00  | Japon        | 29 – 26 | Monténégro   |
| 27 juillet 2021 | 16h15 | Corée du Sud | 36 – 43 | Pays-Bas     |
| 27 juillet 2021 | 19h30 | Angola       | 21 – 30 | Norvège      |
| 29 juillet 2021 | 9h00  | Pays-Bas     | 37 – 28 | Angola       |
| 29 juillet 2021 | 14h15 | Japon        | 24 – 27 | Corée du Sud |
| 29 juillet 2021 | 16h15 | Monténégro   | 23 – 35 | Norvège      |
| 31 juillet 2021 | 9h00  | Angola       | 28 – 25 | Japon        |
| 31 juillet 2021 | 11h00 | Monténégro   | 28 – 26 | Corée du Sud |
| 31 juillet 2021 | 21h30 | Norvège      | 29 – 27 | Pays-Bas     |
| 2 août 2021     | 9h00  | Corée du Sud | 31 – 31 | Angola       |
| 2 août 2021     | 19h30 | Pays-Bas     | 30 – 29 | Monténégro   |
| 2 août 2021     | 21h30 | Norvège      | 37 – 25 | Japon        |

#### Groupe B
|   | Équipe   | Pts | J | G | N | P | Bp  | Bc  | Diff | Dép |
| - | -------- | --- | - | - | - | - | --- | --- | ---- | --- |
| 1 | Suède    | 7   | 5 | 3 | 1 | 1 | 152 | 133 | 19   | +12 |
| 2 | Russie T | 7   | 5 | 3 | 1 | 1 | 148 | 149 | -1   | -12 |
| 3 | France   | 5   | 5 | 2 | 1 | 2 | 139 | 135 | 4    | /   |
| 4 | Hongrie  | 4   | 5 | 2 | 0 | 3 | 142 | 149 | -7   | +4  |
| 5 | Espagne  | 4   | 5 | 2 | 0 | 3 | 135 | 142 | -7   | -4  |
| 6 | Brésil   | 3   | 5 | 1 | 1 | 3 | 133 | 141 | -8   | /   |

Légende :
- Qualifié pour les quarts de finale
- Éliminé
- T : Tenant du titre

| Date            | Heure | Équipe 1 | Score   | Équipe 2 |
| --------------- | ----- | -------- | ------- | -------- |
| 25 juillet 2021 | 11h00 | Russie   | 24 – 24 | Brésil   |
| 25 juillet 2021 | 19h30 | Espagne  | 24 – 31 | Suède    |
| 25 juillet 2021 | 21h30 | Hongrie  | 29 – 30 | France   |
| 27 juillet 2021 | 11h00 | Brésil   | 33 – 27 | Hongrie  |
| 27 juillet 2021 | 14h15 | Suède    | 36 – 24 | Russie   |
| 27 juillet 2021 | 21h30 | France   | 25 – 28 | Espagne  |
| 29 juillet 2021 | 11h00 | Espagne  | 27 – 23 | Brésil   |
| 29 juillet 2021 | 19h30 | Hongrie  | 31 – 38 | Russie   |
| 29 juillet 2021 | 21h30 | Suède    | 28 – 28 | France   |
| 31 juillet 2021 | 14h15 | Russie   | 28 – 27 | France   |
| 31 juillet 2021 | 16h15 | Brésil   | 31 – 34 | Suède    |
| 31 juillet 2021 | 19h30 | Hongrie  | 29 – 25 | Espagne  |
| 2 août 2021     | 11h00 | France   | 29 – 22 | Brésil   |
| 2 août 2021     | 14h15 | Espagne  | 31 – 34 | Russie   |
| 2 août 2021     | 16h15 | Hongrie  | 26 – 23 | Suède    |

### Phase finale
|  | Quarts de finale   | Quarts de finale   |                    |                    | Demi-finales           | Demi-finales           |    |  | Finale             | Finale             |
|  | Quarts de finale   | Quarts de finale   |                    |                    | Demi-finales           | Demi-finales           |    |  | Finale             | Finale             |
|  |                    |                    |                    |                    |                        |                        |    |  |                    |                    |
|  | 4 août 2021, 13h15 | 4 août 2021, 13h15 |                    |                    | 6 août 2021, 21h00     | 6 août 2021, 21h00     |    |  | 8 août 2021, 15h00 | 8 août 2021, 15h00 |
|  | 4 août 2021, 13h15 | 4 août 2021, 13h15 |                    |                    | 6 août 2021, 21h00     | 6 août 2021, 21h00     |    |  | 8 août 2021, 15h00 | 8 août 2021, 15h00 |
|  | [A1] Norvège       | 26                 |                    |                    | 6 août 2021, 21h00     | 6 août 2021, 21h00     |    |  | 8 août 2021, 15h00 | 8 août 2021, 15h00 |
|  | [A1] Norvège       | 26                 |                    |                    | 6 août 2021, 21h00     | 6 août 2021, 21h00     |    |  | 8 août 2021, 15h00 | 8 août 2021, 15h00 |
|  | [B4] Hongrie       | 22                 |                    |                    | 6 août 2021, 21h00     | 6 août 2021, 21h00     |    |  | 8 août 2021, 15h00 | 8 août 2021, 15h00 |
|  | [B4] Hongrie       | 22                 | Norvège            | 26                 |                        |                        |    |  | 8 août 2021, 15h00 | 8 août 2021, 15h00 |
|  | 4 août 2021, 9h30  |                    | Norvège            | 26                 |                        |                        |    |  | 8 août 2021, 15h00 | 8 août 2021, 15h00 |
|  |                    | Russie             | 27                 |                    |                        |                        |    |  | 8 août 2021, 15h00 | 8 août 2021, 15h00 |
|  | [A3] Monténégro    | Russie             | 27                 | 26                 |                        |                        |    |  | 8 août 2021, 15h00 | 8 août 2021, 15h00 |
|  | [A3] Monténégro    |                    |                    | 26                 |                        |                        |    |  | 8 août 2021, 15h00 | 8 août 2021, 15h00 |
|  | [B2] Russie        | 32                 |                    |                    |                        |                        |    |  | 8 août 2021, 15h00 | 8 août 2021, 15h00 |
|  | [B2] Russie        | 32                 | Russie             | 25                 |                        |                        |    |  |                    |                    |
|  | 4 août 2021, 20h45 |                    | Russie             | 25                 |                        |                        |    |  |                    |                    |
|  |                    | France             | 30                 |                    |                        |                        |    |  |                    |                    |
|  | [A2] Pays-Bas      | France             | 30                 | 22                 |                        |                        |    |  |                    |                    |
|  | [A2] Pays-Bas      | 6 août 2021, 17h00 |                    | 22                 |                        |                        |    |  |                    |                    |
|  | [B3] France        | 32                 |                    |                    |                        |                        |    |  |                    |                    |
|  | [B3] France        | 32                 | France             | 29                 |                        |                        |    |  |                    |                    |
|  | 4 août 2021, 17h00 | 4 août 2021, 17h00 | France             | 29                 | Match pour la 3e place | Match pour la 3e place |    |  |                    |                    |
|  | 4 août 2021, 17h00 | 4 août 2021, 17h00 |                    | Suède              | Match pour la 3e place | Match pour la 3e place | 27 |  |                    |                    |
|  | [A4] Corée du Sud  | 30                 | 8 août 2021, 11h00 | 8 août 2021, 11h00 |                        |                        | 27 |  |                    |                    |
|  | [A4] Corée du Sud  | 30                 | 8 août 2021, 11h00 | 8 août 2021, 11h00 |                        |                        |    |  |                    |                    |
|  | [B1] Suède         | 39                 |                    | Norvège            | 36                     |                        |    |  |                    |                    |
|  | [B1] Suède         | 39                 |                    | Norvège            | 36                     |                        |    |  |                    |                    |
|  |                    |                    |                    |                    |                        |                        |    |  | Suède              | 19                 |
|  |                    |                    |                    |                    |                        |                        |    |  | Suède              | 19                 |

## Résultats

### Podiums
| Épreuves         | Or | Argent | Bronze |
| Tournoi masculin | France Vincent Gérard Yann Genty Luc Abalo Michaël Guigou Hugo Descat Valentin Porte Romain Lagarde Melvyn Richardson Dika Mem Nikola Karabatic Timothey N'Guessan Nedim Remili Kentin Mahé Nicolas Tournat Luka Karabatic Ludovic Fabregas                                          | Danemark Niklas Landin Jacobsen Kevin Møller Magnus Landin Jacobsen Lasse Svan Hansen Jóhan Hansen Mikkel Hansen Lasse Andersson Jacob Holm Mathias Gidsel Henrik Møllgaard Mads Mensah Larsen Morten Olsen Magnus Saugstrup Henrik Toft Hansen                                              | Espagne Gonzalo Pérez de Vargas Rodrigo Corrales Ángel Fernández Pérez Valero Rivera Ferrán Solé Aleix Gómez Miguel Sánchez-Migallón Eduardo Gurbindo Jorge Maqueda Alex Dujshebaev Viran Morros Antonio García Robledo Raúl Entrerríos Daniel Sarmiento Julen Aguinagalde Adrià Figueras Gedeón Guardiola |
| Tournoi féminin  | France Méline Nocandy Blandine Dancette Pauline Coatanea Chloé Valentini Allison Pineau Coralie Lassource Grâce Zaadi Amandine Leynaud Kalidiatou Niakaté Cléopâtre Darleux Océane Sercien-Ugolin Laura Flippes Béatrice Edwige Pauletta Foppa Estelle Nze Minko Alexandra Lacrabère | Comité olympique de Russie Anna Sedoïkina Victoria Kalinina Polina Kouznetsova Polina Gorchkova Olga Fomina Ioulia Managarova Polina Vedekhina Anna Sen Vladlena Bobrovnikova Elena Mikhaïlitchenko Anna Viakhireva Antonina Skorobogatchenko Daria Dmitrieva Ekaterina Ilina Ksenia Makeeva | Norvège Silje Solberg Katrine Lunde Camilla Herrem Sanna Solberg Marit Røsberg Jacobsen Veronica Kristiansen Kristine Breistøl Stine Skogrand Nora Mørk Henny Reistad Stine Bredal Oftedal Marta Tomac Marit Malm Frafjord Kari Brattset Vilde Johansen                                                    |

### Tableau des médailles
| Rang  | Nation                     | Or | Argent | Bronze | Total |
| ----- | -------------------------- | -- | ------ | ------ | ----- |
| 1     | France                     | 2  | 0      | 0      | 2     |
| 2     | Danemark                   | 0  | 1      | 0      | 1     |
| 2     | Comité olympique de Russie | 0  | 1      | 0      | 1     |
| 4     | Espagne                    | 0  | 0      | 1      | 1     |
| 4     | Norvège                    | 0  | 0      | 1      | 1     |
| Total | Total                      | 2  | 2      | 2      | 6     |